# Ugandatrichia lerabae
Ugandatrichia lerabae är en nattsländeart som beskrevs av Gibon, Guenda och Coulibaly 1994. Ugandatrichia lerabae ingår i släktet Ugandatrichia och familjen smånattsländor. Inga underarter finns listade i Catalogue of Life.